# おむつ
おむつ（御襁褓、英語: diaper）は、尿や便を捕捉するため下腹部に着用する布や紙である。
使用形態や元々の素材から大きく布おむつと使い捨ておむつ（紙おむつ）に分類される。

## 概要
主として、赤ちゃん（乳幼児）や一部の高齢者・障がい者・入院患者など、排尿や排便を自己の意思で制御できない者や、体の自由が利かないためにトイレに行くことが困難な者が使用する。また、普段はトイレで用を足せるが、失禁・過敏性腸症候群・夜尿症などを患っている人の対策としても使われる。
基本的には乳幼児・高齢者・障害者・病気を理由に使用する例が殆どであるが、特殊な例としては、長時間不自由な状況下に置かれる以下のような職業で使用されることがある。
- 宇宙飛行士（打ち上げや地球への帰還時に、10時間近くトイレに行けないケースがあるため[1]。）
- マラソン・駅伝中継で、実況車やオートバイでの解説者・実況アナウンサー（マラソン中継は3時間弱、駅伝は長いもので6時間程度の中継時間となり、その間はトイレに行けないため[2]。）

犬や猫などのペットに使わせる場合もある。ペット専用の物は尻尾を通す穴がある物もある。
尿や便の水分を保持する目的から吸水性を求められ、水分の漏れを防ぐために防水性のある素材で外側を覆い、脱落を防止するために固定、あるいはゴム状の素材などである程度締め、固定する必要がある。肌に直接触れ、かつ特に肌の弱い乳幼児に使用される性質上、素材の肌触りもまた重視されている。

## 語源
古来よりの言葉「むつき（襁褓）」が口語として変化したものとする説と、1反のさらしから6枚分のおしめが取れることからおむつと呼ぶようになったとする説がある。
ちなみに、源氏物語の桐壷の巻に、光の君（光源氏）が繦緥（むつき）にくるまれていたという記述があるが、古来よりの言葉「むつき（襁褓）」は、嬰児の産着を指していたのであって、現代のおむつ（おしめ）を指していたのではない。

## 布おむつ

### 形式

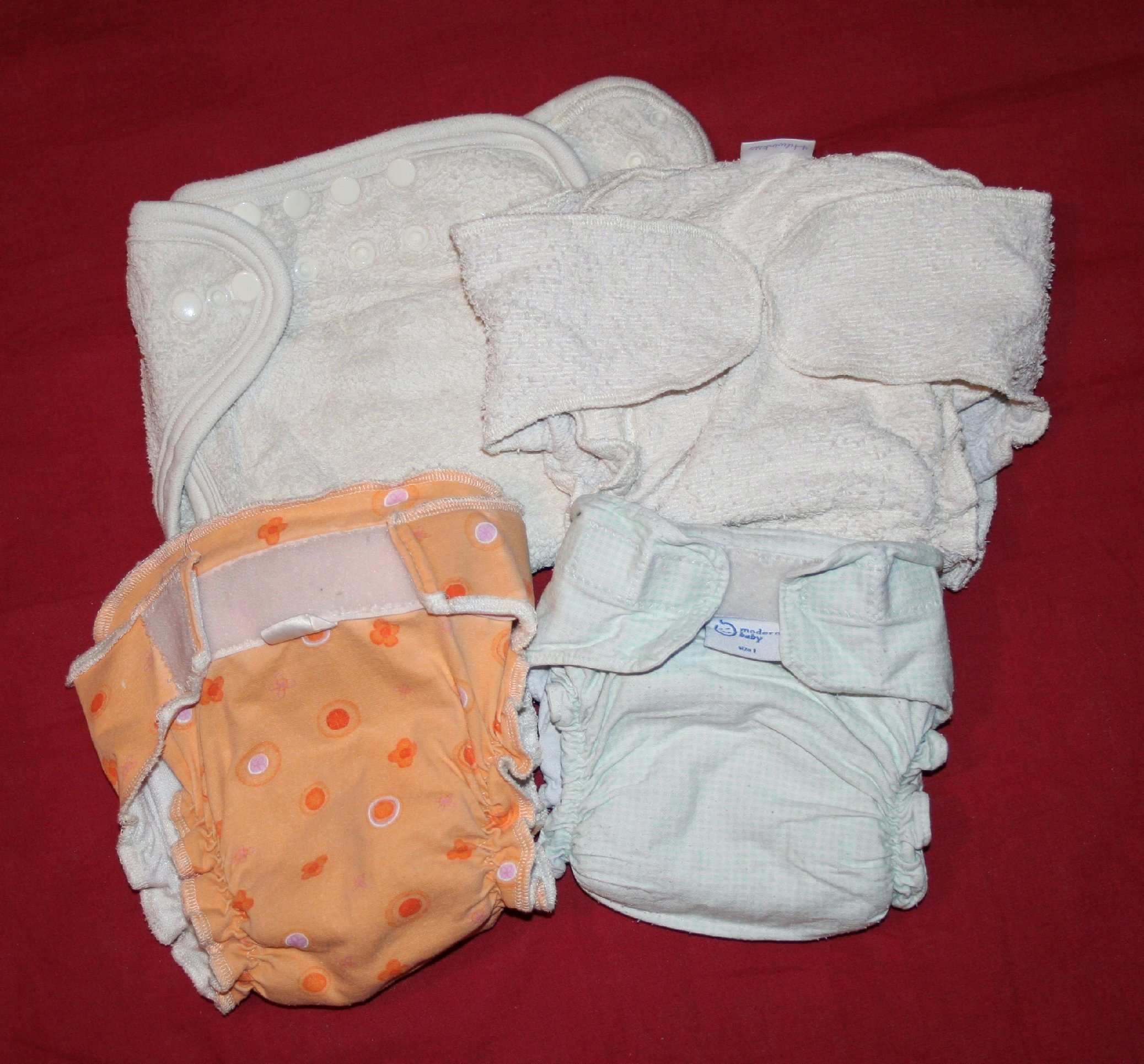
布おむつ

綿やポリエステルなどの布製のおむつ。輪型のドビー織のおむつや形成おむつ、ポケット式の形成おむつなどの種類がある。
吸水性のある布や綿でできた吸水部分を股間にあて、全体を覆うようなカバーを使って体に密着するように固定する。おむつもカバーも、洗濯して繰り返し使用する。おむつとカバーが一体化したオールインワンと呼ばれる形式もある。

### 利用
乳幼児用の輪型のおむつの場合には重ねて使用するが、乳幼児の月齢に比例して尿量が多くなると重ねる枚数が増えるため、通気性を考慮する必要
がある。
おむつは1日に多いときは20回ほども替えるので最低で20組、余裕をもたせるには30－40組ほどは必要になる。おむつカバーは4-5枚、赤ちゃんの成長に合わせてサイズの大きい物に買い替える。
1970年代までの日本では、三角おむつや巻きおむつと呼ばれる腰に巻きつけるようなおむつの当て方による股関節脱臼児が多かった為、1980年代以降、布おむつは股おむつと呼ばれる当て方で使用するように徹底的な指導が行われた。
布おむつと紙おむつの摩擦感を比較した試験では、紙おむつの方が滑らかとする結果が出たが、洗濯による布の劣化の影響もあると考えられている。

### 主な成形布おむつ/おむつカバーのブランド

#### 乳幼児用
- 布オムツ（ニシキ、アカチャンホンポ）
- コンパクトおむつ（ニシキ）
- ベビーネンネ（キングベビー）
- ナカタ（ナカタ）
- アイイク（三矢）
- 天使PAD（育児文化研究所）
- 赤ちゃん工房のおむつ（赤ちゃん工房）
- ウォッシャブルダイアパー（クーシーズ）
- ファジバンズ（ファジバンズ）
- ラッキーオムツ、ソフトベビー（エンゼル）
- シンク・ビーのおむつ（シンク・ビー）

#### 大人用
- ニシキ
- ANGEL (日本エンゼル)
- P! (ピップ)
- ピジョンタヒラ

## 使い捨ておむつ（紙おむつ）

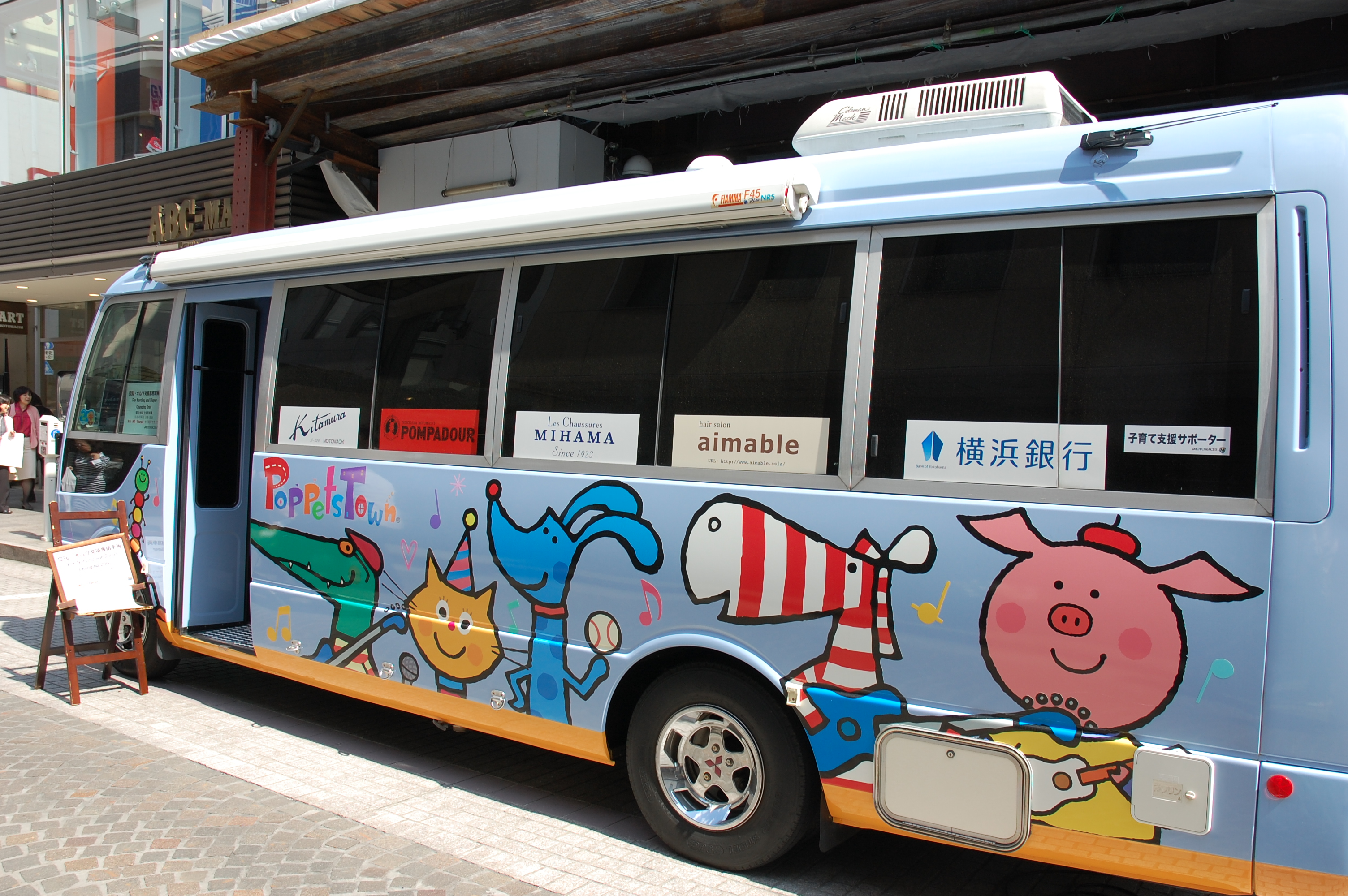
授乳・オムツ換え専用車両「ポペッツタウン号」（元町ショッピングストリート）

紙おむつは、表面材、吸水材、防水材、止着材、伸縮材、結合材などから構成され、このうち吸水材に吸収紙、綿状パルプ、高分子吸収材などを用いているものである。かつての使用素材は紙や綿やパルプであったが、1980年代以降は高吸水性ポリマーや不織布を使用するなどの工夫により、布おむつを凌ぐ性能を有するようになっている。
- 表面材 - 直接肌に接する部分で、尿を素早く吸水材に送り、表面材自体は乾いた状態を保ち、着用中の快適性を向上させる役割がある[7]。
- 吸水材 - 吸収紙、綿状パルプ、高分子吸水材などを組み合わせたもので、高分子吸水材は自重の50～100倍もの尿を吸収できる[7]。吸水コアに使用される高吸水性樹脂（SAP）はポリアクリル酸ソーダなどである[8]。
- 防水材 - 紙おむつの外側を覆う防水シートで一部の製品では水分を通さず通気性のある材質が使われているものもある[7]。

### 歴史
世界初の乳児用紙おむつは1940年にスウェーデンで誕生した。当時、スウェーデンではドイツによる経済封鎖で綿布が不足しており、紙を重ねてメリヤスの袋で覆った紙おむつが開発された。このおむつはヨーロッパスタイルと称され、第二次世界大戦後にアメリカに伝わってさらに発展を遂げた。
日本では1950年頃に初めて紙おむつが発売された。1977年にはアメリカからテープで止めるタイプの紙おむつが輸入された。日本の国産のテープ型紙おむつは1981年に発売された。
一方、大人用紙おむつは1962年にクレープ紙を重ねたフラット型のものがまず誕生した。
1974年にはアメリカで自重の200～1000倍の水を吸収できる高吸水性樹脂（Super Absorbent Polymer ; SAP）が開発された。1978年には世界で初めて日本企業が高吸水性樹脂（SAP）の商業生産を開始し、さらに1983年には世界で初めて日本企業が高吸水性樹脂（SAP）入りの紙おむつを発売した。この高吸水性樹脂（SAP）入り紙おむつは、薄くてコンパクトなことや、取り換え回数が大幅に減少できるなどの特長を持ち広く普及した。
さらに1991年にはベビー用パンツタイプ紙おむつ、1994年には大人用のパンツタイプが発売された。特に大人用のパンツ型は被介護者が自ら装着することができ、高齢者の排泄自立に貢献した。

### 種類
紙おむつの種類には乳幼児用と大人用がある。

#### 乳幼児用
乳幼児用の紙おむつの形状には、フラット型、テープ型、パンツ型がある。2000年代後半以降、おねしょや夜尿症・昼間の失禁を抱える小学生以上の者の使用にも視野を入れた「ビッグより大きいサイズ」「スーパービッグサイズ」のラインナップが拡充している。

#### 大人用
大人用の紙おむつの形状には、フラット型、テープ型、パンツ型のほか、尿取り用パッドと失禁用パッドがある。
乳幼児、高齢者や障がい者向けの需要がほとんどを占めるが、比較的年齢が若くて心身に障害がない学童期から中年期の健常者でも、失禁、頻尿、夜尿症や過敏性腸症候群などの症状を抱えていたり、入院や手術の時、スキーやスクーバダイビングなどトイレまで遠い雪山や海中でのスポーツの時、高所・深海・宇宙空間での作業や駅伝・マラソン等のスポーツ中継のアナウンサーの実況などの長時間トイレに行けない特殊な環境下に拘束される業務に従事する者、そして変わった所ではバラムツやアブラソコムツ等の有害魚類を食した時の油脂が肛門から漏れるのを防止する際にも使用する事もある。又、前述の用途外では2024年4月に発売された大正製薬の内臓脂肪減少薬アライ（肥満治療薬）は、服用の際肛門から油脂が漏れる恐れがあるとして、大人用紙おむつや生理用ナプキンの着用を推奨しているケースがある。

### 形状

#### テープ止めタイプ

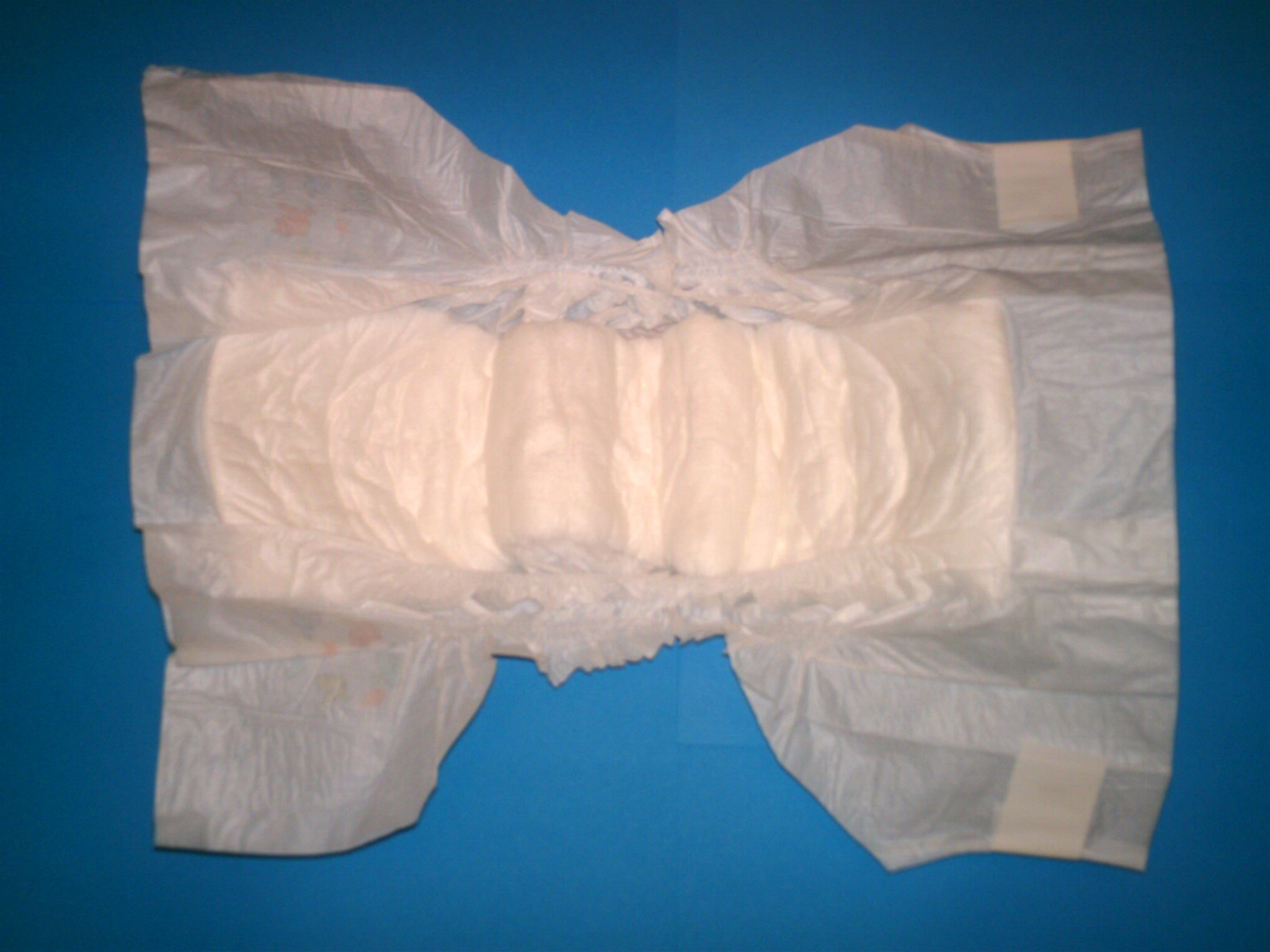
テープ止めタイプの紙おむつ

テープ止めタイプはフラットタイプのおむつにおむつカバーの機能の一つである面ファスナーの固定部と横漏れ防止のギャザーを一体化させたものであり、基本的におむつカバーは不要である。乳幼児用と大人用では形状が違い、大人用の方が股上部分が大きく、へそまで隠れやすい。
紙おむつの中ではランニングコストは比較的安価であり、ズボンを完全に脱がさなくても交換できるメリットがあるため、世界的に紙おむつの主流となっているが、おむつ替えの際は使用者を寝かせて装着・交換することが望ましく、乳幼児は外出先でもベビーベッドや授乳室などおむつ替えを行うスペースを確保しやすいのに対し、大人（幼児期を過ぎた子供を含む）は一部の多目的トイレに設置してあるユニバーサルベッドがあるトイレや介護福祉施設などの更衣室、新幹線や一部の在来線特急列車に設けられている多目的室など、大人のおむつ替えができる場所を把握しなければならないため、大人のお出かけ用にはあまり向いていない。そのため、日本では自由に歩ける前の低月齢の乳幼児や寝たきりの人に使われることが多く、それ以外の人でも寝ている状態ではパンツタイプより吸収体が大きくて漏れにくいことから就寝時に使われることが多い。日本では多くの乳幼児が乳幼児用「Mサイズ」から「Lサイズ」に切り替わる時に立てるようになって活発に動き回りじっとしていなくなる時期を迎えることが多く、立ったままでもおむつを交換できるパンツタイプの需要が多くなるため、1990年代中頃からは乳幼児用「ビッグサイズ」のテープ止めタイプを取り扱う銘柄が少なくなっている。国内メーカーでは大王製紙の1社のみが乳幼児用「ビッグサイズ」と「スーパービッグサイズ」のテープ止めタイプを取り扱い、「スーパービッグサイズ」は障がい児を持つ家庭の需要に応えて大王製紙が開発した製品である。なお、リブドゥコーポレーションなどが取り扱う大人用「SSサイズ」も「スーパービッグサイズ」とほぼ同様の目的で開発された製品であるが、股上部分の形状など双方で大きく異なる点も少なくない。
大人用は尿とりパッド併用を前提とする製品も多く、吸収体を薄くしたりドーナツ状としている製品も見られる。各社とも乳幼児用は1990年代後半以降、大人用は2000年代前半以降の製品から外側の素材がビニールむき出しから不織布へと変化し、肌触りや通気性が改良されている。

#### パンツタイプ

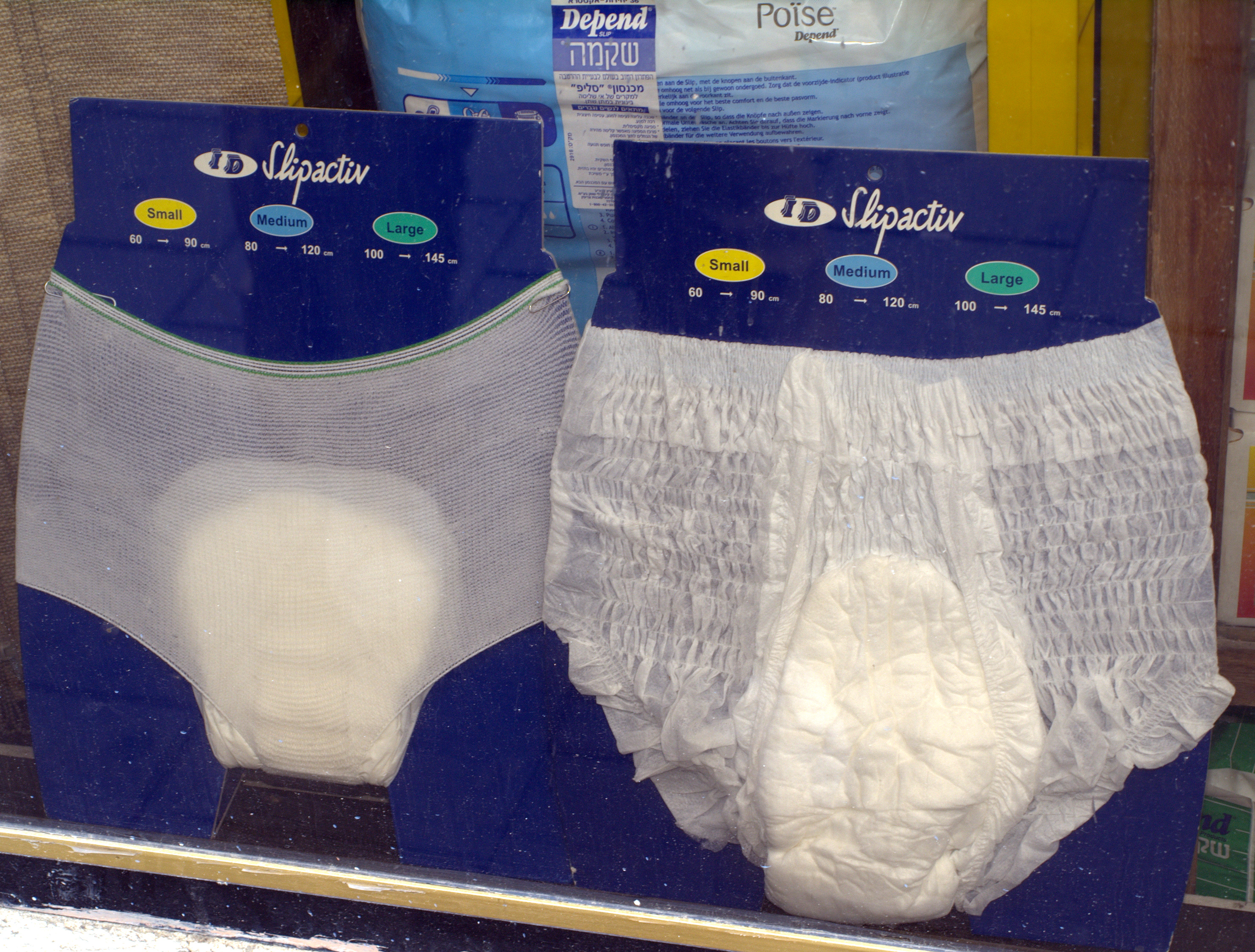
パンツタイプの紙おむつ

パンツタイプはゴムのシャーリングが入った不織布製の使い捨てパンツとギャザー・吸収体が一体化したものである。ユニ・チャームが最初に開発し、乳幼児用は1992年、大人用は1995年に登場した。使用者本人でもブリーフやショーツといった一般的な下着と同じ感覚で装着・交換ができ、自分で歩ける人のお出かけ用や、ある程度立ち上がれる人のトレーニングパンツ的な用途としても用いられている。しかし、ズボンを完全に脱がさないと交換できず、テープ止め紙おむつと比べて吸収体の面積が小さく、寝ている状態ではテープ止めタイプに比べて漏れやすいため、寝たきりの者や就寝時の使用には向かない。ただし大人用ではズボンを完全に脱がさなくても交換できるように、パンツタイプながらもテープでも固定ができる製品も発売されている。なお、テープ止めタイプやフラットタイプと比較してランニングコストは高価である。パンツタイプの方が大便が漏れにくいという意見もある一方で、ポイントを押さえ、慣れればパンツタイプが楽だが大便の排便時にはコツが必要という人もいる
乳幼児用のパンツタイプの中には特殊用途として、トイレトレーニング用、夜尿症（おねしょ）対策用、水遊び用パンツも発売されている。トイレトレーニング用は吸収体の表面におしっこの水分が付着すると濡れた感じがするような加工が施され、商品によっては絵柄の色が変わるように施されているものもある。夜尿症対策用は長時間おむつを取り替えなくても漏れないよう、昼間用の紙おむつより吸収体を強化し、商品によっては布製の下着の質感に近づけたものもある。高月齢の幼児や小中学生が着用することも想定されている夜尿症対策用や「スーパービッグサイズ」も含めて「パンツ」の文字が強調されているが、日本衛生材料工業連合会のガイドラインでは「乳幼児用紙おむつ」と標記され、多くの商品は低月齢の乳児向けの製品と同じブランド及びパッケージの装丁を踏襲している。一方で水遊び用パンツは海やプールでの水遊び用に便漏れ防止のギャザーのみ付いており吸収体が入っておらず、尿や軟便はすり抜けるため、日本衛生材料工業連合会のガイドライン上は「紙おむつ」に当たらず「使い捨てパンツ」の標記である。単独でも水着と併用でも使用できるが、プールで使用する場合は水遊び用パンツを含めたおむつ着用を禁止しているところもあるため注意が必要である。

#### フラットタイプ
フラットタイプは布おむつをそのまま紙おむつに置き換えたものである。紙おむつの登場時からあり最も歴史が古く、排便に対応するおむつでは最も安価であるが、布おむつと同様におむつカバーとの併用が必要である。そのためお出かけ用には全く向いていない。2023年現在、日本国内で発売されている製品はほとんどが大人用である。乳幼児用はテープ止め紙おむつの普及により市販品からは消滅したが、助産院などで超未熟児に使用される業務用製品として2019年に復活した。

#### 尿とりパッド
おむつと性器の間に装着する補助パッドである。2023年現在、日本国内で発売されている製品はほとんどが大人用である。
おむつを使用しない軽失禁者・中失禁者の布製下着に装着する補助パッド及び、幼児や学童のトイレトレーニング及び夜尿症対策として布製下着に装着する補助パッドについては、尿吸収パッドの項で述べる。

## 主な使い捨ておむつ（紙おむつ）のブランド

### 乳幼児用（子供用）

#### テープタイプ・パンツタイプ両方あり
- パンパース (P&G)
- GOO.N（大王製紙）生理用品のように普段の下着に装着するパッドタイプもある。
- メリーズ（花王）

この他、トイザらス（NEWウルトラプラス）・イオングループ（トップバリュ ベビーぱんつ）等、プライベートブランドのおむつを販売しているケースがある。

#### テープタイプのみ
- ムーニー（ユニ・チャーム）
- ナチュラルムーニー（ユニ・チャーム）- ムーニーの上位版。
- ネピア Whito（王子ネピア）

#### パンツタイプのみ
- ムーニーマン（ユニ・チャーム）
- ナチュラルムーニーマン（ユニ・チャーム）- ムーニーマンの上位版。
- マミーポコ（ユニ・チャーム）
- ネピア GENKI!（王子ネピア）

なお、ユニ・チャームは日本国内においては上記のとおり「ナチュラルムーニー(マン)」「ムーニー(マン)」「マミーポコ」と3種類のブランドを使い分けている。「ナチュラルムーニー(マン)はオーガニックコットンを採用しており品質・機能性最重視、「ムーニー（マン）」は中間、「マミーポコ」は経済性（価格）重視のブランドとなっている。なお、2020年現在は全てのテープタイプ及びパンツの新生児・Sサイズ・Mサイズ（はいはい）・スーパーBIGサイズは「ナチュラルムーニー(マン)」・「ムーニー(マン)」のみの展開である。（2018年までは「マミーポコ」もテープ止めタイプを発売していた。）海外では「マミーポコ」がメインブランドとなっており、テープ止めタイプも引き続き展開、台湾では「ナチュラルムーニー（マン）」相当の商品も「マミーポコ」ブランドで発売されている。

#### トイレトレーニング用、おねしょ(夜尿症)対策用、水遊び用おむつ
- トイレトレーニング用
  - パンパース 卒業パンツ（P&G）
  - トレパンマン（ユニ・チャーム）
  - メリーズキッズ トレパンツ（花王）←現在販売終了
  - GOO.N トレーニングパンツ（大王製紙）
  - GOO.N トレーニングパッド（大王製紙）
- おねしょ(夜尿症)対策用（夜用パンツ）
  - パンパース 夜用パンツ（P&G）←現在販売終了
  - オヤスミマン（ユニ・チャーム）
  - メリーズキッズ ぐっすりパンツ（花王）←現在販売終了
- 水遊び用
  - ムーニーマン 水あそびパンツ（ユニ・チャーム）
  - GOO.N スイミングパンツ（大王製紙）

#### 紙おむつの起用キャラクター

##### 乳幼児用紙おむつ
- ムーニー、ムーニーマン：新生児用からビッグより大きいサイズまではムーニーちゃん（2019年まではディズニーキャラクター。主にくまのプーさん、期間限定でディズニープリンセス、トイ・ストーリー等）、スーパービッグの男の子用は昆虫柄や自動車柄、女の子用は花柄
- マミーポコ：ドラえもん（2019年まではディズニーキャラクター。主にミッキーマウス、期間限定でリロ・アンド・スティッチ、チップとデール等）
- パンパース：しまじろう（新生児用・「はじめての肌へのいちばん」シリーズは動物柄[注釈 6]）
- GOO.N：ディズニーキャラクターのミッキーマウス、くまのプーさん（パンツタイプ「まっさらさら通気」のみ。「GOO.Nプラス」・新生児用3Sサイズ・「ビッグより大きいサイズ」は動物柄、「スーパーBIGパンツタイプ」・「ナイトキッズパンツ」・「ナイトジュニアパンツ」はストライプ柄、「スーパーBIGテープ止めタイプ」は星柄とギンガムチェック柄。）[注釈 7]
- メリーズ：ウサギに似た異星人7匹（タンピーくん、ピコンちゃん、ポワンちゃん、クスクスくん、パンジーちゃん、ブウンくん、ラッピーくん ）
- ネピア GENKI!：アンパンマン
- ネピア Whito：動物柄
- NEWウルトラプラス：スヌーピー（ピーナッツ）、きかんしゃトーマス、サンリオキャラクター
- トップバリュ　ベビーパンツ：動物柄
- Smart Angel ベビーパンツ : 動物柄
- HELLO KITTY COLOR DRY PANTS : ハローキティ
- Chibi Gal : ハローキティ

#### かつてあったブランド
日本国内で発売されたブランドのみ記載。
現在も乳幼児用紙おむつを発売するメーカー
- 王子ネピア
  - ドレミ - 末期は水森亜土が手がけたキャラクターがパッケージイラストに起用されていた。2006年に「GENKI!」へ移行。
- 大王製紙（エリエール）
  - ウォーキーウォーキー - 1980年〜1982年。国産初のテープ止め紙おむつ[21]。
  - ウォーキーシエステ - 1982年〜1986年。高分子吸収体採用。
  - エリエールシエステ - 1986年〜1988年。
  - エリエールフレンド - 1988年〜2002年。江村信一が手がけた「チックチャム」をパッケージイラスト及びおむつのプリントに起用（「エリエールフレンド スーパーBIG」は除く）[22]。2002年に「GOO.N」へ移行。
- ユニ・チャーム
  - ムーニーパンツ - 2010年に「ムーニーマン」から「ムーニーパンツ」へ移行するも、2013年8月〜11月(サイズにより異なる)に「ムーニーマン」に回帰。

乳幼児用紙おむつから撤退したメーカー
- エルモア
  - ミミーママ
- 資生堂
  - ピンポンパンツ
- CHAOPA
  - ちゃおぱ - ちゃおパンダというキャラクター名のパンダ柄であった[23]。
- 日本製紙クレシア
  - パンピー
- リブドゥコーポレーション（旧トーヨー衛材）
  - ぴぴ - テープ止めタイプのみのブランド。
  - ピーターパンツ - パンツタイプのみのブランド。末期は「ピーターパンツ ウルトラビッグサイズ」のみ発売し、「リフレ はくパンツジュニアSSサイズ」（大人用紙おむつ扱い）へ移行。

#### 大人用

##### 介護用
- テーナ（ユニ・チャーム メンリッケ）
- ライフリー（ユニ・チャーム）
- ディスパース（光洋）
- アテント（現行品は大王製紙、旧製品はP&G）
- リリーフ（花王）
- アクティ（日本製紙クレシア）
- ネピアテンダー（王子ネピア）
- サルバ（白十字）
- ロインナース（ピップフジモト）
- ハビナース（ピジョン）
- リフレ（リブドゥコーポレーション）
- 中山式ダイアパー（中山式産業）
- フリーネ（第一衛材）
- エルモアいちばん（カミ商事)

##### かつてあったブランド
- テークケア（大王製紙）

## お知らせサイン
乳幼児紙おむつと一部の大人用紙おむつにはお知らせサインが存在する。お知らせサインは紙おむつを着用している人が小便をすると色が変わる（あるいは消える）線のことであり、おむつ替えのタイミングが一目でわかるようになっている。

### お知らせサインを採用している紙おむつ

#### 乳幼児用紙おむつ

##### ムーニー
- ムーニー（テープタイプ）(新生児用〜Lサイズ)
- ムーニーマン（パンツタイプ）（Sサイズ〜ビッグより大きいサイズ）
- ムーニーマン 汗スッキリ（パンツタイプ）（Mサイズ〜ビッグサイズ）
- ムーニーナチュラル（テープタイプ）（新生児用〜Lサイズ、無漂白新生児用〜無漂白Mサイズ）
- ムーニーマンナチュラル（パンツタイプ）（Sサイズ〜ビッグサイズ）

##### トレパンマン
- トレパンマン（Lサイズ〜ビッグサイズ）

##### マミーポコ
- マミーポコパンツ（Sサイズ〜ビッグサイズ）

##### メリーズ
- メリーズずっと肌さらエアスルー（テープタイプ)（新生児用〜Mサイズ)
- メリーズずっと肌さらエアスルー（パンツタイプ）（Sサイズ〜ビッグサイズ）
- メリーズファーストプレミアム（テープタイプ）（新生児用〜Mサイズ）
- メリーズファーストプレミアム（パンツタイプ）（Sサイズ〜XLサイズ）

##### パンパース
- はじめての肌へのいちばん（テープタイプ)（小さめ新生児用〜Lサイズ）
- はじめての肌へのいちばん（パンツタイプ)（Mサイズ〜XLサイズ）
- さらさらケア（テープタイプ）(新生児用〜Lサイズ)
- さらさらケア（パンツタイプ）（Mサイズ〜ビッグより大きいサイズ)
- おやすみパンツ（Mサイズ〜スーパービッグサイズ）
- パンパース卒業パンツ（Lサイズ〜ビッグサイズ）
- パンパース超吸収スリムパンツ（Mサイズ〜ビッグサイズ）
- MAX吸収力パンツ（Mサイズ〜ビッグサイズ）
- 通気性プラスパンツ（Mサイズ〜ビッグサイズ）

##### グーン
- グーンプラス敏感肌設計（生まれてすぐの赤ちゃん用〜ビッグサイズ）
- グーンプラス やわらかタッチ(テープ新生児サイズ〜テープビッグサイズ、パンツMサイズ〜パンツビッグサイズ)
- グーンぐんぐん吸収パンツ（Mサイズ〜ビッグより大きいサイズ）
- グーンぐんぐん吸収パンツ プリンセスデザイン（Mサイズ〜ビッグサイズ）

##### ミラフィール
- ミラフィール(Sサイズ〜XXLサイズ)

##### Megumi
- Megumiおむつ(Lサイズ〜XLサイズ)

#### 大人用紙おむつ

##### サルバ
- サルバ 安心Wフィット 強力吸収 テープ止めタイプ
- サルバ やわ楽パンツしっかり長時間

## 乳幼児用おむつの利用

### 欧米
- 欧米ではおむつが普及しており、紙おむつが主流である。おむつ外れの年齢が遅いのと、体格の大きい赤ちゃんが多いことから、ビッグサイズの紙おむつが充実している。
- 欧米ではアジアに比べておむつの使わなくなる時期は遅く、2～4歳くらいまで紙おむつを使うのが一般的である[24]。
- イギリスやアメリカなど欧米では1歳を過ぎてもテープタイプの紙おむつのほうが人気があり、おむつ交換台のある公共トイレが少なく、ズボンを履いて立ったまま交換できるテープタイプの方が使い勝手がよいことが背景にあるとされる[24]。
- 欧米では、化学物質を控えたエコ紙おむつが利用されることも多い[24]。
- イギリスやドイツでは布おむつを推進する動きがあり、南ドイツではごみの削減運動の一環として布おむつの貸し出しや布おむつを使う家庭へ助成金を出している自治体もある[24]。
- 欧米では紙おむつのサイズ展開が豊富で、20kg以上とかなり大きな体格でも使用可能な紙おむつが販売されている[24]。又、主におねしょや夜尿症対策向けに、中高生から20歳程度の体格、即ち体重60kg程度の者でも使用可能な紙おむつも多数出回っている。

### アジア諸国
- アジアでは乳幼児が一日中おむつをつける習慣が一般的でない国もある[24]。
- アジアでも経済発展に伴い都心部から紙おむつの普及率が高くなってきている[24]。中国では2000年代に入り富裕層が増加すると、徐々に紙おむつが普及し始めた[25]。
- 中国では、2013年の一人っ子政策緩和頃からメリーズを主とした日本製紙おむつの人気が高まる。それに伴い、日本の販売店において中国での転売目的も含めた紙おむつの爆買いが発生し、品薄状態を危惧した店舗側で販売個数制限を設けたり、商品購入を巡るトラブルなどの問題が起きている[26][27][28]。
- 発展途上国では紙おむつは高級品であり、インドネシアなどでは雑貨店や薬局で一枚ずつ購入できるようになっている[24]。
- 日本以外のアジアの国ではおむつの使わなくなる時期が早い傾向にあり、その背景には経済的理由で自由に使えないこともあるが、1歳くらいには自分でトイレに行けるようになる子どもが多い[24]。
- アジア諸国ではおむつの使用期間が短いために、紙おむつのサイズ展開が少なく、大きなサイズの紙おむつは手に入らない場合がある[24]。

### 日本国内
- 日本では2000年代後半頃から、「スーパーBIGサイズ」や「ビッグ」「ビッグより大きいサイズ」の需要が増してきている。背景には、「子供の成長に合わせておむつを外す」という考え方へのシフトが見られ、おむつが取れる年齢が遅延化していることが挙げられる[29]。又、小学生や中学生のおねしょや夜尿症対策でおむつを使用する者も少なくなく、体重20㎏以上の者でも使える様なおむつのラインナップが拡充している。

### オセアニア
- バヌアツは、2019年、年内にスプーンなどのプラスチック製品の使用禁止を進める中で、使い捨ておむつについても使用を禁止する方針を表明した[30]。

### おむつなし育児
保護者が乳児の排泄サインを察してサポートし、なるべくおむつの外で排泄する機会を増やしていく育児方法。日本においては、2006年に津田塾大学教授の三砂ちづるが提唱したことが始まりとされている。
「早期トイレトレーニング」ではなく、あくまで、排泄を通した親子のコミュニケーションや、乳幼児にとって気持ち良い排泄をさせ、結果として排泄の自立につなげることを目的としている。

### おむつケーキ

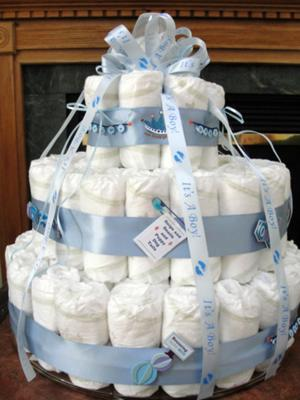
出産祝いのおむつケーキ

乳児向け紙おむつを重ね合わせて、ケーキの様に形成させた、主に妊娠出産祝いに向けたギフト商品。

### おむつ皮膚炎
おむつ皮膚炎は、おむつ内の湿潤環境で皮膚が傷つきやすくなっているところに、摩擦が加わって刺激物質が侵入し、また皮膚のpHが上昇することで刺激性のある細菌の活性が起こることで生じる。一般的には「おむつかぶれ」と呼ばれている。

## 大人用おむつの利用
- 欧米ではテープタイプやパンツタイプ（アウター）など、単体で使用する単体使用方式が一般的である[8]。
- 日本ではアウターに尿取りパッド類（インナー）を組み合わせ、インナーのみ取り換えるツーピース方式が一般的である[8]。
- ISO 15621-2017は、コストが安価であること、介護労力を軽減できること、ごみの削減と資源の有効利用ができること、交換が容易で着用者の快適性が向上できることからツーピース方式を国際規格としている[8]。
- 日本では一定の要件を満たす場合に大人用紙おむつの全ての商品は所得税の医療費控除の対象となり（児童の場合にも、病気やケガで寝たきりの状態にあり、医師が紙おむつの使用が必要と認める場合には医療費控除の対象となる）[35]、乳幼児用ではGOO.Nスーパービッグが唯一医療費控除の対象商品となっている。

## ペット用おむつ
日本では長らくはユニチャームが製造しているマナーウェアだけであった。マナーウェアは犬用は2015年、猫用は2020年に発売した。
なお、マナーウェアは大型犬には非対応。
2023年9月にエリエールが犬用のオムツ「アクティブウェア」と「リラックスウェア」の発売となった。
なお猫のオムツはユニチャームのマナーウェアが唯一となっている。

## 廃棄物の問題
おむつを乳幼児・幼児に使用する場合、1日5回から10回程度と、頻繁に交換使用される。布おむつの場合汚れた部分を洗い流し、何度かリユースすることができるが、使い捨ておむつの場合、リユースやリサイクルを前提には作られておらず、吸水部分のみならず、体に固定するカバーに相当する部分も含めて捨てることになる。紙おむつに使われる高吸水性高分子を使った吸水部は焼却やリサイクル時に問題となっている。
イギリスでは下水道に流す者もおり、しばしば下水道内で異物（ファットバーグ）を成長させて詰まらせる原因となる。
日本においては大量の廃棄物を出す原因として、自治体やゴミ処理場の負担となっている。廃棄方法は自治体によって違う可能性はあるが、基本的には、汚物をトイレに捨て、おむつ本体は可燃物として廃棄するよう求められている。また、紙おむつに着いた便をそのままにしてごみに出した結果、収集車がごみを詰め込む過程で破裂してし尿が飛び散るという事故が頻発したことや、乳幼児が外出時に交換した使用済み紙おむつを公園などに捨てることが多発した報告を受け、メーカー側は紙おむつのパッケージに使用済み紙おむつの処分方法のマナーを絵表示している。
2020年頃から使用済みの紙おむつを回収・処理し原料として新しい紙おむつを製造する試みが行われている。ユニ・チャームでは鹿児島県の自治体に回収ボックスを設置しモデル事業を行っている。花王では京都大学や愛媛県と連携し、保育所などに設置した装置で熱分解することで体積を減らし原料として回収する計画を進めている。